# Kenny Baker (jazztrompettist)
Kenny Baker (Withernsea, 1 maart 1921 – Felpham, 7 december 1999) was een Britse jazzmuzikant (trompet, hoorn, kornet) en componist.

## Biografie
Kenny Baker speelde al op jeugdige leeftijd in een blazersband en werd op 17-jarige leeftijd professioneel muzikant. Hij verliet zijn geboortestad Yorkshire en verhuisde naar Londen, waar hij werkte bij George Chisholm. Tijdens de Tweede Wereldoorlog diende hij in de RAF. Tijdens deze periode kwamen de eerste plaatopnamen, die ontstonden tijdens een publieke jamsessie in 1941, die hem bekendheid gaven in het Londense clubcircuit. Baker was daarna de leadtrompettist in Ted Heaths naoorlogse orkest. Hij was te horen op Bakerloo Non-Stop, dat in 1946 werd opgenomen voor Decca Records.
Tijdens de jaren 1950 leidde Kenny Baker eigen formaties als de Baker's Dozen, waarmee hij een regelmatige jazzshow had in het BBC-programma in de reeks Let's Settle For Music. Ook nam hij met zijn kwartet regelmatig platen op voor Parlophone. In 1954 werkte hij mee aan de soundtrack van de film Genevieve. Tijdens de jaren 1960 en 1970 werkte hij verder overwegend als studiomuzikant voor o.a. filmmuziek en trad hij meermaals op in het BBC-radioprogramma Sounds of Jazz. In 1962 speelde hij in de Big Band Special van BBC, die werd geleid door John Dankworth. Tijdens de jaren 1970 richtte hij de tourneeshow Best of British Jazz op met Don Lusher, Betty Smith en Tony Lee. De band trad regelmatig op tot 1976 en werd later meermaals in ere hersteld.
In het verloop van zijn carrière werkte hij bovendien aan opnamen van Frank Sinatra, Sammy Davis jr., Tony Bennett en The Beatles. Hij was ook betrokken bij enkele James Bond-soundtracks en hij was in talrijke tv-programma's als The Muppet Show. Tijdens de jaren 1980 werkte hij aan de soundtrack van de tv-serie The Beiderbecke Trilogy. In 1993 reorganiseerde hij zijn Baker’s Dozen met Alan Barnes, Brian Dee, Richard Edwards en Bruce Adams en trad hij ermee op in Ronnie Scott's Club in Birmingham (Verenigd Koninkrijk) (The Boss Is Home, 1994). In 1989/1990 nam hij de tien albums omvattende Louis Armstrong Collection op, die verschillende door Louis Armstrong geleide sessies interpreteerde, waarbij de oorspronkelijke zang van Armstrong naderhand werd ingevoegd. In 1993 volgde een hommage aan de trompetters van het New Orleans- tot het swingtijdperk, zoals Red Nichols en Harry James.

## Onderscheidingen
In 1999 werd hij onderscheiden als beste trompettist bij de BT British Jazz Awards . In hetzelfde jaar werd hem ook de MBE verleend.

## Overlijden
Kenny Baker overleed in december 1999 op 78-jarige leeftijd.

## Discografie
- ????: Birth of a Legend '41-'46 (Hep Records) met George Chisholm, Buddy Featherstonehaugh, George Shearing, Dick Katz, Vic Lewis, Jack Parnell
- 1955-1957: The Half Dozen/After Hours (Lake Records) met George Chisholm, Bruce Turner, Derek Collins
- 1955: Play Not Quite Two Dozen (Jasmine) met Tommy McQuater, Keith Christie, Bill Le Sage
- 1974: Easy Jazz (Vocalion Records) met Brian Lemon
- 1989-1990: The Louis Armstrong Collection (Magic Music)
- 1993: Tribute to the Great Trumpeters (Horatio Nelson)
- 1997: Ain't Misbehavin'  (Zephyr Records (jazz)|Zephyr Records)